# Ischnocampa barbata
Ischnocampa barbata là một loài bướm đêm thuộc phân họ Arctiinae, họ Erebidae.